# Кравець Марія Онуфріївна
Марі́я Ону́фріївна Краве́ць (7 грудня 1925, м. Обухів Київської області — 27 липня 2024) — українська театральна актриса і телережисерка. Голова первинного осередку Національної спілки театральних діячів України в Будинку ветеранів сцени імені Наталії Ужвій.

## Життєпис
Після закінчення школи в 1944 році навчалась в драматичній студії при Національному театрі ім. І. Франка, яку закінчила 1949 року.
1951—1957 — актриса Житомирського обласного музично-драматичного театру.
Згодом працювала артисткою Івано-Франківського обласного музично-драматичного театру, Київського театру транспорту, Київського театру юного глядача.
З часом перейшла на роботу в якості режисера Республіканського телебачення в Києві, де працювала до виходу на пенсію 1980 року.
Мала сина, який помер.
У Будинку ветеранів сцени мешкала понад 30 років (з 2001 по 2024), була головою первинного осередку Національної спілки театральних діячів України

## Ролі
- Галя («В степах України» О. Корнійчука, 1951)
- Світлана («Її друзі» В. Розова, 1951)
- Ганна Робчук («Під золотим орлом» Я. Галана, 1952)
- Зане («Вій, вітерець!» Я. Райніса, 1952)
- Фенні («Хатина дяді Тома» Г. Бічер-Стоу, 1952)
- Галя («Не називаючи прізвищ» В. Минка, 1953)
- Наташа («Вибачайте, коли ласка» А. Макайонка, 1953)
- Зента Заліте («Син рибака» В. Лаціса, інсценізація Н. Горчакова, 1954)
- Люська («Люська» Г. Мазіна, 1955)
- Оксана («У наших Журавлинках» І. Ломачука, 1956)
- епізод («Вирок» С. Левітіної, 1956)
- Галя («Лиха доля (Циганка Аза)», 1957)